# Mon Alue
Mon Alue is een bestuurslaag in het regentschap Aceh Besar van de provincie Atjeh, Indonesië. Mon Alue telt 255 inwoners (volkstelling 2010).